# Aceite de hígado de tiburón

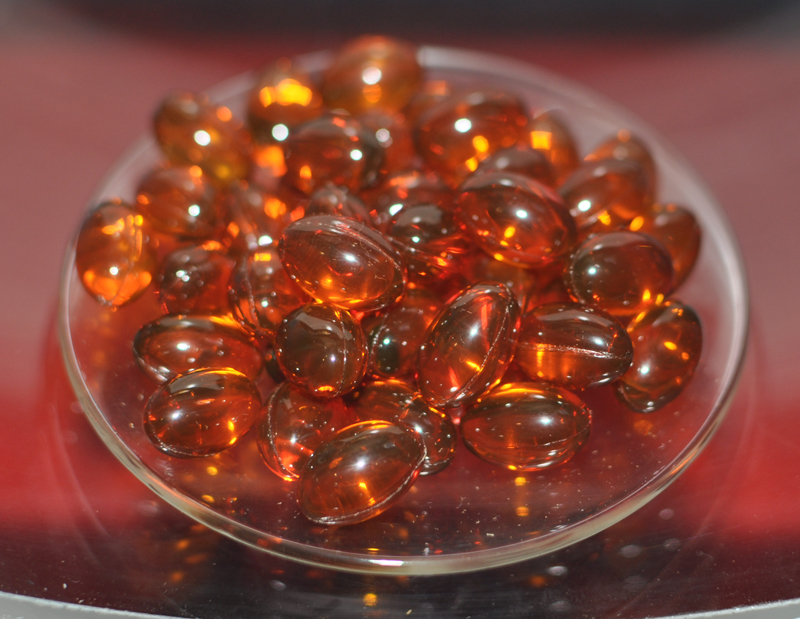
Aceite de hígado de tiburón en cápsulas

El aceite de hígado de tiburón se obtiene de los hígados de diversas especies de tiburón; es un aceite de color amarillo a marrón, de aroma fuerte, es insoluble en agua, soluble en éter, benceno y disulfuro de carbono; se utiliza como fuente de vitamina A y Omega 3, tiene un alto nivel de escualeno en su composición; se utiliza en investigación bioquímica. Conocido también como aceite de tiburón.

## Aceite de hígado de tiburón
El aceite de hígado de tiburón es obtenido de tiburones capturados en océanos profundos y fríos para servir de alimento. Este aceite ha sido utilizado por pescadores durante siglos como remedio tradicional para la salud general. Se le atribuyen propiedades curativas en el caso de heridas, inflamación, irritaciones, tanto de las vías respiratorias y el tracto digestivo, así como en el caso de inflamación de los nódulos linfáticos. Es uno de los ingredientes activos de las cremas para hemorroides como la Preparación H.
El aceite de hígado de tiburón es rico en alquilgliceroles, encontrados en la leche materna y la médula ósea. También contiene pristano, escualeno, vitamina A, D, ácidos grasos omega 3, triglicéridos, éteres de glicerol, y alcoholes grasos.

## Barómetros de aceite de tiburón
Los bermudianos dependen de “barómetros” hechos de aceite de hígado de tiburón para predecir tormentas y otros meteoros, aunque se tengan instrumentos meteorológicos electrónicos.[cita requerida] En el exterior se cuelgan pequeñas botellas de aceite. Se dice que las alteraciones sufridas en la apariencia del aceite son consistentes con los cambios climáticos.
Aunque el mecanismo es desconocido, una teoría dice que las cargas eléctricas de la atmósfera afectan al aceite alertando al tiburón que huye a aguas más profundas antes de una fuerte tormenta.

## Uso medicinal

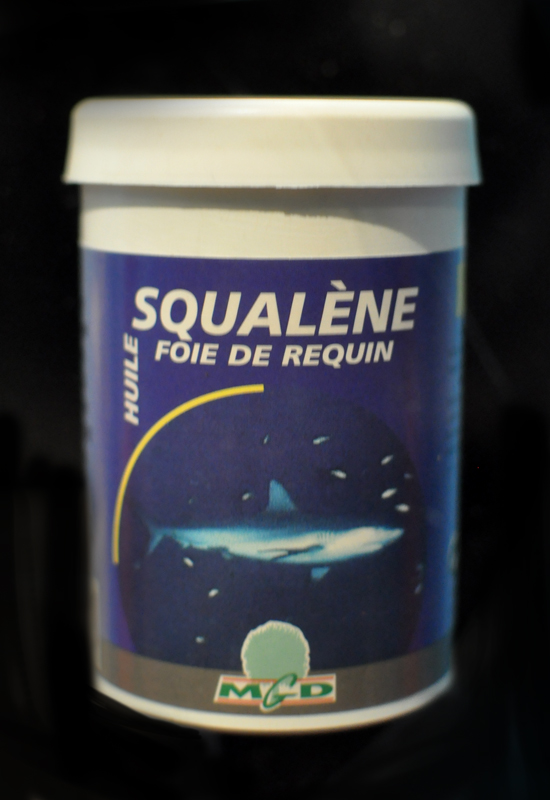
Bote de aceite de hígado de tiburón

La mayoría de los suplementos elaborados con aceite de hígado de tiburón no han sido probados a fin de encontrar sus interacciones con alimentos, medicinas, hierbas y con otros suplementos. Aun cuando se hayan reportado efectos nocivos e interacciones, no se tienen estudios completos de estos. Debido a esta limitante los efectos dañinos y las interacciones descritas a continuación deben ser considerados como incompletos.
No ha sido bien estudiada la potencial toxicidad del aceite de hígado de tiburón suministrado en las dosis usuales, aun cuando un sinnúmero de personas lo haya consumido. Se ha reportado la aparición de molestias digestivas leves tales como náuseas, malestar estomacal y diarrea. Algunos estudios en animales han dado a conocer que los componentes del aceite de hígado de tiburón pueden elevar los niveles de colesterol en la sangre. Un estudio japonés encontró contaminación por bifeniles policlorinados y éteres de difenil polibrominado, el primero de los cuales puede tener efectos perjudiciales en los humanos y un incremento en el riesgo de contraer determinados tipos de cáncer. Las personas con alergia a los mariscos también pueden tener una reacción al aceite de hígado de tiburón.
Apoyándose únicamente en este tipo de tratamiento y rechazando o retrasando un tratamiento médico convencional pudiera tener serias consecuencias en la salud.